# Paróquia de Assumption
A Paróquia de Assumption é uma dos 64 paróquias do estado americano da Luisiana. A sede da paróquia é Napoleonville, e sua maior cidade é Napoleonville. A paróquia possui uma área de 944 km² (dos quais 67 km² estão cobertas por água), uma população de 23 388 habitantes, e uma densidade populacional de 27 hab/km² (segundo o censo nacional de 2000). 